# National Women's Soccer League 2018
La National Women's Soccer League 2018 è stata la sesta edizione della massima serie del campionato statunitense di calcio femminile. La stagione è iniziata il 24 marzo 2018 e si è conclusa il 22 settembre 2018. Il campionato è stato vinto dal North Carolina Courage per la prima volta nella sua storia, avendo battuto nella finale dei play-off il Portland Thorns. L'NWSL Shield è stato vinto dal North Carolina Courage.

## Stagione

### Novità
Poco dopo la fine della NWSL 2017 la National Women's Soccer League annunciò lo scioglimento del Kansas City e che il suo posto nel campionato sarebbe stato preso dallo Utah Royals, al quale vennero trasferiti i contratti delle calciatrici del Kansas City, le scelte del draft e altri diritti appartenuti al Kansas City. Nel mese di gennaio 2018 è stato annunciato lo scioglimento dei Boston Breakers sono stati sciolti, riducendo così il numero di squadre partecipanti a nove.

### Formula
Le nove squadre partecipanti giocarono nella stagione regolare un totale di 24 partite, 12 in casa e 12 in trasferta. Le quattro squadre meglio classificate disputarono un play-off a partita secca per determinare il vincitore del campionato.

## Squadre partecipanti
| Club                   | Città      | Stadio               | Stagione precedente |
| ---------------------- | ---------- | -------------------- | ------------------- |
| Chicago Red Stars      | Chicago    | Toyota Park          | 4º posto            |
| Houston Dash           | Houston    | BBVA Compass Stadium | 8º posto            |
| North Carolina Courage | Cary       | Sahlen's Stadium     | 1º posto            |
| Orlando Pride          | Orlando    | Orlando City Stadium | 3º posto            |
| Portland Thorns        | Portland   | Providence Park      | 2º posto e campione |
| Seattle Reign          | Seattle    | Memorial Stadium     | 5º posto            |
| Sky Blue               | Piscataway | Yurcak Field         | 6º posto            |
| Utah Royals FC         | Sandy      | Rio Tinto Stadium    | -                   |
| Washington Spirit      | Germantown | Maryland SoccerPlex  | 10º posto           |

## Stagione regolare

### Classifica finale
| Pos. | Squadra                | Pt | G  | V  | N  | P  | GF | GS | DR  |
| ---- | ---------------------- | -- | -- | -- | -- | -- | -- | -- | --- |
| 1.   | North Carolina Courage | 57 | 24 | 17 | 6  | 1  | 53 | 17 | +36 |
| 2.   | Portland Thorns        | 42 | 24 | 12 | 6  | 6  | 40 | 28 | +12 |
| 3.   | Seattle Reign          | 41 | 24 | 11 | 8  | 5  | 27 | 19 | +8  |
| 4.   | Chicago Red Stars      | 37 | 24 | 9  | 10 | 5  | 38 | 28 | +10 |
| 5.   | Utah Royals FC         | 35 | 24 | 9  | 8  | 7  | 22 | 23 | -1  |
| 6.   | Houston Dash           | 32 | 24 | 9  | 5  | 10 | 35 | 39 | -4  |
| 7.   | Orlando Pride          | 30 | 24 | 8  | 6  | 10 | 30 | 37 | -7  |
| 8.   | Washington Spirit      | 11 | 24 | 2  | 5  | 17 | 12 | 35 | -23 |
| 9.   | Sky Blue               | 9  | 24 | 1  | 6  | 17 | 21 | 52 | -31 |

Legenda:
      Vince la NWSL Shield e ammessa ai play-off
      Ammessa ai play-off
Note:
Tre punti a vittoria, uno a pareggio, zero a sconfitta.
La classifica viene stilata secondo i seguenti criteri:
1. Scontri diretti;
2. Miglior differenza reti nell'arco della stagione;
3. Maggior numero di reti segnate;
4. Verifica dei primi tre criteri riguardo alle gare in trasferta;
5. Verifica dei primi tre criteri riguardo alle gare in casa;
6. Lancio della moneta.

Se tre o più squadre rimangono in parità, si tiene conto delle seguenti regole fino a quando rimarranno solamente due squadre, classificabili come indicato nei criteri sopra:
1. Classifica avulsa;
2. Miglior differenza reti stagionale.

### Risultati
|                        | Chi     | Hou     | NCC     | Orl     | Por     | Sea     | Sky     | Uta     | Was     |
| ---------------------- | ------- | ------- | ------- | ------- | ------- | ------- | ------- | ------- | ------- |
| Chicago Red Stars      | ––––    | 3-0 2-2 | 1-1     | 0-2 2-5 | 2-3 1-1 | 1-0     | 1-1 5-0 | 2-0     | 2-0     |
| Houston Dash           | 1-1     | ––––    | 0-2 1-1 | 3-1     | 1-1 1-3 | 2-1     | 6-1     | 0-0 1-2 | 3-2 4-0 |
| North Carolina Courage | 1-1 4-1 | 5-0     | ––––    | 3-0     | 1-0 2-1 | 1-0     | 1-0     | 2-2 0-1 | 1-0 2-0 |
| Orlando Pride          | 1-3     | 1-0 1-2 | 3-4 0-3 | ––––    | 0-2     | 1-1     | 3-2 2-2 | 1-1     | 2-1     |
| Portland Thorns        | 2-2     | 3-1     | 1-4     | 2-1 1-2 | ––––    | 2-3 3-1 | 1-1 2-1 | 2-0 4-0 | 1-1     |
| Seattle Reign          | 0-0     | 3-1 2-0 | 1-4 1-1 | 0-0     | 1-0     | ––––    | 4-1     | 1-0     | 2-1 2-0 |
| Sky Blue               | 1-3     | 2-3 1-2 | 1-2 0-4 | 1-0     | 1-2     | 0-1     | ––––    | 1-2 2-2 | 0-0     |
| Utah Royals            | 0-1 2-1 | 1-0     | 0-0     | 0-0 1-2 | 1-1     | 0-0 0-1 | 3-1     | ––––    | 2-0 1-0 |
| Washington Spirit      | 1-1 0-2 | 0-1     | 2-4     | 2-0 0-1 | 0-1     | 0-0     | 1-0 1-1 | 0-1     | ––––    |

## NWSL play-off
Le migliori 4 squadre al termine della stagione si sfidano in un play-off per determinare la squadra campione.
|  | Semifinali | Semifinali             | Semifinali      |                 |                        | Finale                 | Finale | Finale |  |
|  |            |                        |                 |                 |                        |                        |        |        |  |
|  | 1          | North Carolina Courage | 2               |                 |                        |                        |        |        |  |
|  | 1          | North Carolina Courage | 2               |                 |                        |                        |        |        |  |
|  | 4          | Chicago Red Stars      | 0               |                 |                        |                        |        |        |  |
|  | 4          | Chicago Red Stars      | 0               |                 | North Carolina Courage | North Carolina Courage | 3      |        |  |
|  |            |                        |                 |                 | North Carolina Courage | North Carolina Courage | 3      |        |  |
|  |            |                        | Portland Thorns | Portland Thorns | 0                      |                        |        |        |  |
|  | 2          | Portland Thorns        | Portland Thorns | Portland Thorns | 0                      | 2                      |        |        |  |
|  | 2          | Portland Thorns        |                 |                 |                        |                        |        |        |  |
|  | 3          | Seattle Reign          | 1               |                 |                        |                        |        |        |  |

### Semifinali
| Arbitro: | Ramy Touchan |

|                     |           |             |
| Heath 43’ Horan 77’ | Marcatori | 29’ Spencer |

| Arbitro: | Tim Ford |

|                       |           |  |
| McDonald 5’ Mewis 86’ | Marcatori |  |

### Finale
| Arbitro: | Guido Gonzales Jr. |

|                               |           |  |
| Debinha 13’ McDonald 40’, 64’ | Marcatori |  |

## Statistiche

### Squadre

#### Classifica marcatrici
| Gol |  |  | Giocatore          | Squadra                |
| --- |  |  | ------------------ | ---------------------- |
| 16  |  |  | Samantha Kerr      | Chicago Red Stars      |
| 14  |  |  | Lynn Williams      | North Carolina Courage |
| 13  |  |  | Lindsey Horan      | Portland Thorns        |
| 10  |  |  | Rachel Daly        | Houston Dash           |
| 9   |  |  | Christine Sinclair | Portland Thorns        |
| 9   |  |  | Jodie Taylor       | Seattle Reign          |
| 8   |  |  | Debinha            | North Carolina Courage |
| 8   |  |  | Crystal Dunn       | North Carolina Courage |
| 8   |  |  | Sofia Huerta       | Houston Dash           |
| 7   |  |  | Tobin Heath        | Portland Thorns        |
| 7   |  |  | Jessica McDonald   | North Carolina Courage |
| 7   |  |  | Megan Rapinoe      | Seattle Reign          |